# Pieter Adrianus Ossewaarde

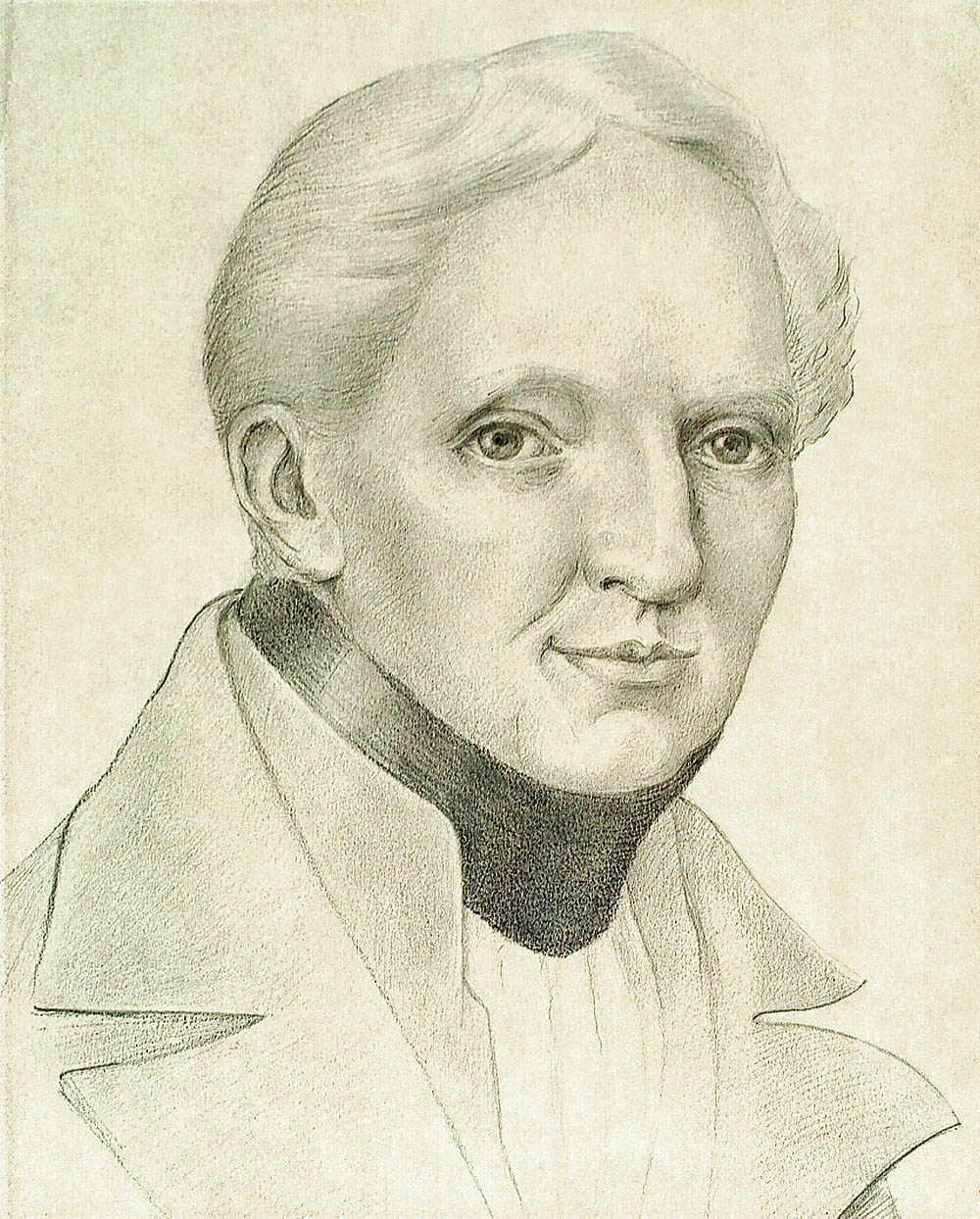

Pieter Adrianus Ossewaarde (Goes, 14 augustus 1775 – Rijswijk, 21 maart 1853) was van 1823 tot 1845 secretaris-generaal ministerie van Financiën. In 1828 en 1848 was hij in twee kabinetten ad interim  minister van Financiën. Ossewaarde overleed in 1853 op 77-jarige leeftijd.